# Villanueva de Oscos
Villanueva de Oscos (asztúriai nyelven Vilanova d'Ozcos) község Spanyolországban, Asztúria autonóm közösségben. Villanueva de Oscos Taramundi, Vegadeo, Castropol, Boal, Illano, San Martín de Oscos és Santa Eulalia de Oscos községekkel határos. Lakosainak száma 248 fő (2024).

## Népesség
A település népessége az utóbbi években az alábbiak szerint változott:
| Lakosok száma | 423  | 416  | 411  | 382  | 345  | 316  | 303  | 292  | 263  | 248  |
|               | 2001 | 2004 | 2007 | 2009 | 2012 | 2014 | 2017 | 2019 | 2022 | 2024 |